# إيون روديانو
إيون روديانو هو مبارز بالسيف روماني، مثّل بلاده في الألعاب الأولمبية الصيفية 1928.

## روابط رياضية
إيون روديانو على موقع أوليمبيديا (الإنجليزية)